# Estación de Sils
Sils es una estación ferroviaria situada en el municipio español de Sils, en la provincia de Gerona, comunidad autónoma de Cataluña. Dispone de amplios servicios de Media Distancia operados por Renfe.

## Situación ferroviaria
La estación se encuentra en el punto kilométrico 7,5 de la línea Barcelona-Cerbère en su sección Massanet-Massanas a Port Bou y Cerbère a 75,3 metros de altitud. El tramo es de vía doble y está electrificado.

## Historia
La estación fue inaugurada el 3 de marzo de 1862 con la puesta en marcha del tramo Empalme (situado en Massanet) - Gerona de la línea que pretendía unir Barcelona con la frontera francesa. Las obras y explotación inicial corrieron a cargo de la Compañía de los Caminos de Hierro de Barcelona a Gerona fundada en 1861. Esta última cambiaría poco después su razón social a Compañía de los Caminos de Hierro de Barcelona a Francia por Figueras. En 1875, la unión de la Compañía del Ferrocarril de Tarragona a Martorell y Barcelona con la compañía antes mencionada dio lugar al nacimiento de la Compañía de los ferrocarriles de Tarragona a Barcelona y Francia o TBF. En 1889, TBF acordó fusionarse con la poderosa MZA. Dicha fusión se mantuvo hasta que en 1941 la nacionalización del ferrocarril en España supuso la desaparición de todas las compañías privadas existentes y la creación de RENFE. 
Desde el 31 de diciembre de 2004 Renfe Operadora explota la línea mientras que Adif es la titular de las instalaciones ferroviarias.

## La estación
Se encuentra al sur de la localidad. El edificio para viajeros es una amplia y cuidada estructura de estilo francés de tres pisos y base rectangular parcialmente revestida de piedra y coronada por varias zonas abalconadas y un frontón que posee un reloj de aguja en su centro. Cuenta con dos vías y dos andenes laterales. 
En la planta baja se encuentra la sala de espera, una oficina de información turística, taquillas y unos aseos. Es también la sede de la policía local de Sils. En el exterior existe un aparcamiento habilitado así como un antiguo muelle de carga y una grúa.

## Servicios ferroviarios

### Cercanías
Sils es una estación de la línea RG1 de Cercanías de Gerona.

### Media Distancia
El tráfico de Media Distancia que posee la estación es especialmente significativo en la medida en que todas las relaciones existentes que salen de Barcelona con destino a Gerona, Figueras, Portbou y Cerbère y viceversa tienen parada en Sils. 
| Línea MD | Trenes      | Origen/Destino |  | Destino/Origen                  | Equivalente Rodalies de Catalunya |
| -------- | ----------- | -------------- |  | ------------------------------- | --------------------------------- |
| 33       | MD Regional | Barcelona      |  | Gerona Figueras Portbou Cerbère |                                   |